# Lynton Richards Kistler
Pour les articles homonymes, voir Kistler.
Lynton Richards Kistler (Los Angeles, 1897 — Laguna Hills, 1993) est un imprimeur lithographe américain.
Il s'est fait connaître comme le meilleur lithographe des États-Unis, au sommet de sa carrière dans les années 1950.
Il possédait et exploitait la presse lithographique Kistler de Los Angeles et était un petit éditeur de livres.

## Biographie

### Jeunesse et guerre
Lynton Richards Kistler naît à Los Angeles, en Californie, le 30 août 1897,. Il est descendant du côté paternel de personnes originaires du nord de la Suisse et du sud de l'Allemagne, qui s'étaient installées dans la vallée de Kistler en Pennsylvanie, et son côté maternel était originaire d'Angleterre. Son père, William A. Kistler, est propriétaire depuis 30 ans de Kistler Printing and Lithography, un atelier de lithographie et de typographie basé à Los Angeles,,.
Lynton Richards Kistler fréquente la Hollywood High School (en) et la Manual Arts High School (en).
Quand la Première Guerre mondiale éclate, il sert dans l'armée américaine de 1917 à 1918,.

### Carrière
À la fin des années 1920, Kistler apprend la lithographie dans l'atelier de son père et se tourne rapidement vers la nouvelle lithographie offset, un procédé d'impression utilisant de la graisse et de l'eau sur des pierres plates et, plus tard, sur des plaques de métal.
Au début de sa carrière, il se lie d'amitié et travaille avec le producteur Merle Armitage (en), l'artiste Jean Charlot et le photographe Edward Weston, desquels il éditera plusieurs ouvrages.
En 1936, son père vend l'imprimerie. Kistler commence à pratiquer la lithographie dans le garage et ouvre brièvement un commerce. En 1941, Kistler déménage à New York pour travailler dans le domaine de la gravure chez Blanchard Press.
En 1945, Kistler retourne à Los Angeles et commence à imprimer pour un plus grand groupe d'artistes à l'atelier Kistler of Los Angeles. À partir de 1948, il travaille avec la graveuse June Wayne, et l'inspire pour ouvrir l'atelier de lithographie Tamarind (aujourd'hui Tamarind Institute), qui deviendra très important pour la diffusion de la lithographie aux États-Unis,. À la même époque, les graveurs Clinton Adams, Joe Funk et Jan Stussy (en) travaillent également dans l'atelier de gravure de Kistler,.
Il arrête lui-même la lithographie en 1952 après avoir fait une réaction allergique aux produits chimiques, mais achète une imprimerie commerciale au 1653 West Temple Street à Los Angeles, qu'il tient jusqu'en 1970. De 1970 à 1976, il est propriétaire d'une plus grande imprimerie commerciale avant de prendre sa retraite.
Kistler a travaillé avec de nombreux autres artistes au fil des ans, dont Millard Sheets (en), Wayne Thiebaud, Lorser Feitelson, Helen Lundeberg, Beatrice Wood, Hans Burkhardt (en), Eugene Berman (en), Palmer Schoppe (d) et Joe Mugnaini. En 1981, une rétrospective des artistes imprimés par Kistler est organisée à l'Heritage Gallery.
Kistler a aussi occupé un poste de professeur de gravure à l'Université de Californie à Los Angeles de nombreuses années.
Lynton Richards Kistler meurt à son domicile de Laguna Hills le 9 novembre 1993, à l'âge de 96 ans.

## Œuvre

### Impression d'estampes
Lynton Richards Kistler a eu un rôle majeur dans le développement de la lithographie aux États-Unis. Il fait évoluer l'atelier typographique de son père dès 1928 pour y intégrer de nouveaux procédés d'impression offset et est pionnier dans l'introduction de la chromolithographie dans son pays.
À une époque où les artistes américains ont tendance à rejeter la lithographie comme procédé artistique et l'impression collaborative en faveur des possibilités plus « directes » et « immédiates » de la peinture expressionniste abstraite, très en vogue jusqu'au mitan du XXe siècle,,, Kistler est l'un des premiers à redonner une approche artistique à cette technique dès le début des années 1930.
Il collabore avec de nombreux artistes, leur permettant de réaliser leurs propres estampes, notamment Jean Charlot, Hans Burkhardt (en), Eugene Berman (en), Howard Warshaw (d) et Rico Lebrun, qui rapprochent le surréalisme et les compositions organiques quasi abstraites au médium lithographique. C'est dans son atelier que se rencontrent en 1948-1949 deux autres artistes qui auront un rôle primordial dans le développement de la lithographie aux États-Unis : June Wayne et Clinton Adams, qui créeront le Tamarind Lithography Workshop,.

### Édition
Sélection d'ouvrages publiés par Kistler, selon Joanne L. Ratner:
- The Work of Maier-Krieg (1932)
- The Lithographs of Richard Day (1932)
- Warren Newcombe (1932)
- The Art of Edward Weston (1932)
- Rockwell Kent (1932)
- Jean Charlot, Picture Book (1933)
- Henrietta Shore (1933)
- Elise (1934)
- Louis Danz, Zarathustra Jr. Speaks of Art (1934)
- Millard Sheets (en), Millard Sheets (1935)
- Robert E. Schmitz, The Capture of Inspiration (1935)
- Napolitano: Fifteen Reproductions of His Work in Oil, Sgraffito, Fresco, Drawing, and Mechanical Design (1935)
- Ramiel McGehee (dir.), Modern Dance (1935)
- Isabel Morse Jones (en), Hollywood Bowl (1936)
- Merle Armitage (en), Igor Stravinsky (1936)
- Jerome Hill, Trip to Greece; Photographs (1936)
- Pablo Picasso, Two Statements (1936)
- Merle Armitage (dir.), Martha Graham (1937)
- Ramiel McGehee (dir.), Books and Typography Designed by Merle Armitage (1938)
- Ramiel McGehee (dir.), "Fit for a King"; The Merle Armitage Book of Food (1939)
- Willard Houghland, Santos; A Primitive American Art (1946)
- Edwin Corle, Burro Alley (1946)
- Ruth M. Underbill, First Penthouse Dwellers of America (1946)
- Edward Weston, Fifty Photographs by Edward Weston (1947)
- Edwin Corle (dir.), Dance Memoranda, Merle Armitage (1947)
- Man Ray, Alphabet for Adults (1948)[15]
- Max Ernst; Thirty Years of His Work (1949)
- Lynton Richards Kistler, How to Make a Lithograph (1950)
- Merle Armitage, Stella Dysart of Ambrosia Lake (1959)
- Merle Armitage, Success Is No Accident; The Biography of William Paul Whitsett (1959)
- Merle Armitage, Pagans, Conguistadors, Heroes, and Martyrs (1960, 1964)
- Alan Marcus, ... Of Streets and Stars (1960)
- Margaret Phillips et Merle Armitage, Painter into Artist: The Progress of Edward O'Brien (1964)
- Margaret Phillips, No Going Back; Odyssey of a Conversion (1964)
- Atanas Katchamakof f .  Leskovetz, La Quinta (1965)
- Jean Chariot, Picture Book No. II' (1973)
- Jean Chariot, Picture Book (copie miniature, 1974)

### Publication dont il est l'auteur
- Lynton Richards Kistler, How to Make a Lithograph: The Art of Stone Lithography, 1950.

### Conservation
Les œuvres de Kistler font partie des collections de nombreux musées, notamment : 
- États-Unis
  - Art Institute of Chicago[16]
  - Des Moines Art Center[17]
  - Fine Arts Museums of San Francisco[18]
  - Hammer Museum[19]
  - Library of Congress[20]
  - Los Angeles County Museum of Art[21]
  - Metropolitan Museum of Art[22]
  - Museum of Fine Arts, Boston[23]
  - National Gallery of Art[24]
  - Nelson Atkins Museum of Art[25]
  - New Mexico Museum of Art[26]
  - Philadelphia Museum of Art[27]
  - Syracuse University[28]
  - Smithsonian American Art Museum[29]
  - University of San Diego[30]

- Royaume-Uni
  - British Museum[31]